# Valmont (film)
Valmont  è un film del 1989 diretto da Miloš Forman, basato sul romanzo di Pierre-Ambroise-François Choderlos de Laclos Le relazioni pericolose (1782).

## Trama
Francia, durante il regno di Luigi XV. La spregiudicata Marchesa di Merteuil scopre che il suo amante, il conte de Gercourt, sta per sposarsi con la figlia quindicenne (Cécile de Volanges) della sua cara cugina. Accecata dalla gelosia tenta di convincere il Visconte di Valmont, suo caro e vecchio amico nonché ex amante, a sedurre la giovane Cécile, per fare in modo che arrivi al matrimonio con Gercourt non più illibata, e vendicarsi quindi di lui. Ma Valmont ha tutt'altro per la testa, sta tentando di sedurre Madame de Tourvel, donna sposata e fedele, e non vuole perdere tempo con la quindicenne e inesperta Cécile. La marchesa di Merteuil allora tenta la strada del cavaliere di Danceny, giovane con cui Cécile studia arpa e di cui è innamorata segretamente. Madame de Merteuil organizza un incontro segreto fra i due, ma Danceny non ha in mente il sesso ma soltanto la musica, i due al ritorno della marchesa quindi non hanno combinato nulla. A questo punto madame de Merteuil prende Cécile e la conduce in campagna dove si trova Valmont, sperando che, mettendogliela sotto il naso, finalmente egli si decida a iniziarla alle gioie dell'amore. Così avviene, e madame de Merteuil avrà la sua vendetta su Gercourt. Nel frattempo fa una scommessa col libertino visconte di Valmont, il quale ancora non è riuscito a conquistare la presidentessa de Tourvel. Secondo madame de Merteuil egli non riuscirà mai a farla capitolare, accetta quindi di mettere il suo corpo come posta in gioco nel caso in cui invece Valmont riesca nella sua impresa. Nel frattempo, Madame de Tourvel resasi conto di stare per cedere alle lusinghe di Valmont, fugge dalla casa di campagna e va a Parigi, ma Valmont la segue e lei finalmente gli si concede. Si è innamorata del libertino visconte, che però pur di non legarsi stabilmente, nonostante sia anch'egli attratto, le confida di aver solo "scherzato" con lei. Poco dopo Valmont va dalla marchesa di Merteuil per riscuotere il premio della scommessa, ma il comportamento della bella marchesa lo fa infuriare perciò i due si dichiarano guerra. Valmont fa scrivere una lettera a Cécile, per Danceny, dove gli rivela che madame de Merteuil le ha suggerito di sposare Gercourt e tenere Danceny come amante. Danceny, giovane ancora illuso dalla purezza dell'amore, si infuria e tenta di uccidere la marchesa di Merteuil. Lei però riesce a sedurlo e gli rivela che Cécile è stata sedotta da Valmont: inevitabile che questi venga sfidato a duello da Danceny, che lo batte e lo uccide, anche a causa del fatto che Valmont affronta il duello completamente ubriaco. Poco tempo dopo, Cécile sposerà il maturo Gercourt alla presenza del re, dopo aver rivelato alla vegliarda zia di Valmont con la quale aveva stretto amicizia durante il soggiorno in campagna di essere incinta del defunto nipote; Danceny diverrà un libertino, come lo era Valmont, mentre la Tourvel, distrutta dal dolore per la morte del visconte, deposita un fiore sulla sua tomba accompagnata dal marito. La Merteuil invece assiste sola e in disparte al matrimonio di Cécile.

## Confronto con il romanzo "Le relazioni pericolose"
Come facilmente si nota il finale è molto diverso da quello del romanzo dove Valmont muore effettivamente in duello ma dove Madame de Tourvel espia con la preghiera e la propria morte (subito dopo quella di Valmont), anche Cécile espia le sue colpe in un convento e la Merteuil viene messa alla berlina dal suo stesso ceto dopo che le lettere dei suoi complotti sono rese pubbliche, viene poi addirittura colpita dal vaiolo restandone sfigurata, perdendo anche il patrimonio in una causa in tribunale. Nel romanzo l'unico che si salva è di fatto Danceny che rende note le lettere consegnategli da Valmont poco prima di morire (il romanzo originale è un romanzo epistolare ossia l'apparente raccolta di lettere dei protagonisti).

## Riconoscimenti
- 1990 - Premio César
  - Migliore scenografia
  - Migliori costumi